# Lauren Delany
Pour les articles homonymes, voir Delany.
Pas d'image ? Cliquez ici

a Compétitions nationales et continentales officielles uniquement.

b Matchs officiels uniquement.
Dernière mise à jour le 28 mars 2024.
Lauren Delany, née le 17 juillet 1989 à Dublin (Irlande), est une joueuse internationale irlandaise de rugby à XV. Elle joue aux postes d'arrière ou d'ailier.

## Biographie
Née le 17 juillet 1989 à Dublin en Irlande, Lauren Delany pratique longtemps le basket-ball. Elle est même internationale des moins de 16 ans et dispute le championnat d'Europe 2005 de la catégorie. Elle joue en club au sein de la première division nationale, avec le Meteors Basketball Club. Elle arrête le basket-ball à la suite des difficultés financières de la fédération qui cesse de financer ses équipes nationales. Elle déménage en 2012 à Leeds, en Angleterre, pour y poursuivre ses études. Dans le seul but de se socialiser, elle débute la pratique du rugby à XV alors qu'elle a 25 ans, car il n'y a pas de club de basket-ball à proximité. Elle joue d'abord avec le club de Milton Keynes, où elle travaille comme nutritionniste pour la fédération de badminton, puis joue à Bletchley. Elle travaille ensuite à Manchester pour la fédération britannique de cyclisme et rejoint le club du Waterloo RFC (en) qui évolue alors en première division.
Elle est repérée par la fédération irlandaise en 2018, lors d'un match de détection organisé en Angleterre, dans le cadre du programme Rugby IQ (qui vise à identifier les joueuses sélectionnables hors d'Irlande). Elle fait ses débuts internationaux avec l'équipe d'Irlande la même année, au mois de novembre, contre les États-Unis. En 2019, elle joue son premier Tournoi des Six Nations.
En 2020, étant tout d'abord arrière, elle est décalée sur l'aile et marque ses premiers essais dans le Tournoi des Six Nations pour l'Irlande. Au mois d'août, elle est recrutée par le club des Sale Sharks.
Son année 2022 est marquée par de nombreuses blessures. En début de saison 2022-2023, elle est désignée co-capitaine des Sharks.
Elle est la nutritionniste du club de rugby à XIII des Leeds Rhinos de 2018 à 2020. Elle occupe les mêmes fonctions au sein de son club des Sale Sharks, pour l'équipe professionnel masculine et le centre de formation. Elle exerce tout en poursuivant ses recherches universitaires, financées en partie par le club, qui en retour bénéficie de son expertise.
Elle annonce sa retraite internationale durant l'été 2024 puis quitte les Sale Sharks au terme de la saison 2024-2025.